# Huya (quý tộc)
| F18 · Y1 | i | i | A | A52 |

| F18 · Y1 | i | i | A | A52 |

Huya là một quý tộc Ai Cập sống vào khoảng năm 1350 TCN. Ông là "Người quản lý Hậu cung Hoàng Gia", "Người quản lý Quốc khố" và "Người quản lý Ngôi Nhà", tất cả các tước hiệu này đều được liên kết với hoàng hậu Tiye, mẹ của Akhenaten.
Ông có một ngôi mộ được xây dựng ở nghĩa trang phía Bắc tại Amarna, mặc dù vậy hài cốt của ông chưa bao giờ được nhận dạng. Ngôi mộ của ông chứa một lượng lớn dữ kiện về gia đình hoàng gia và giáo phái thờ Aten, bao gồm cả một Bài hát ca tụng thần Aten.